# Wijken in Rosmalen
Stadsdelen, stadswijken en buurten van de gemeente 's-Hertogenbosch in de voormalige gemeente Rosmalen.
De gemeente 's-Hertogenbosch bestaat uit twaalf stadsdelen. Drie ervan liggen in de voormalige gemeente Rosmalen.

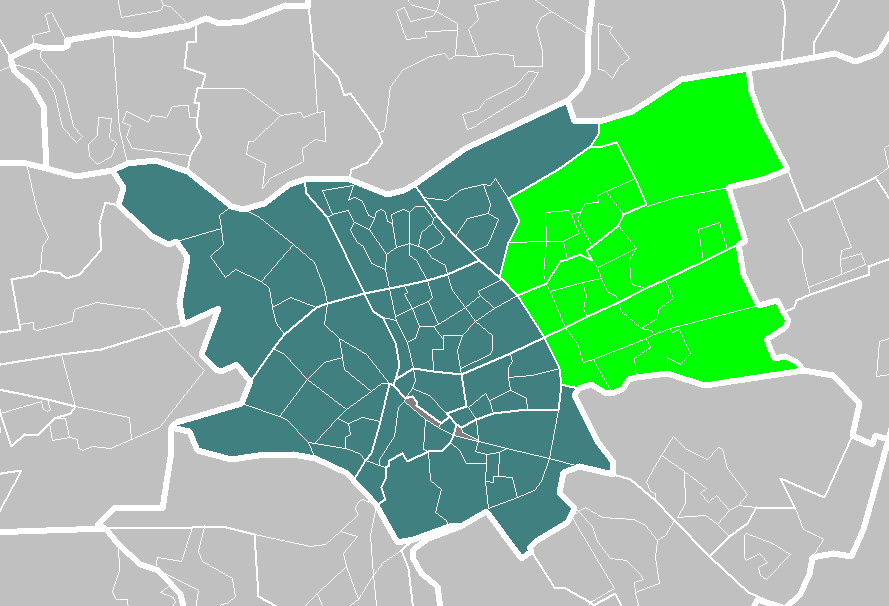
Rosmalen in gemeente 's-Hertogenbosch

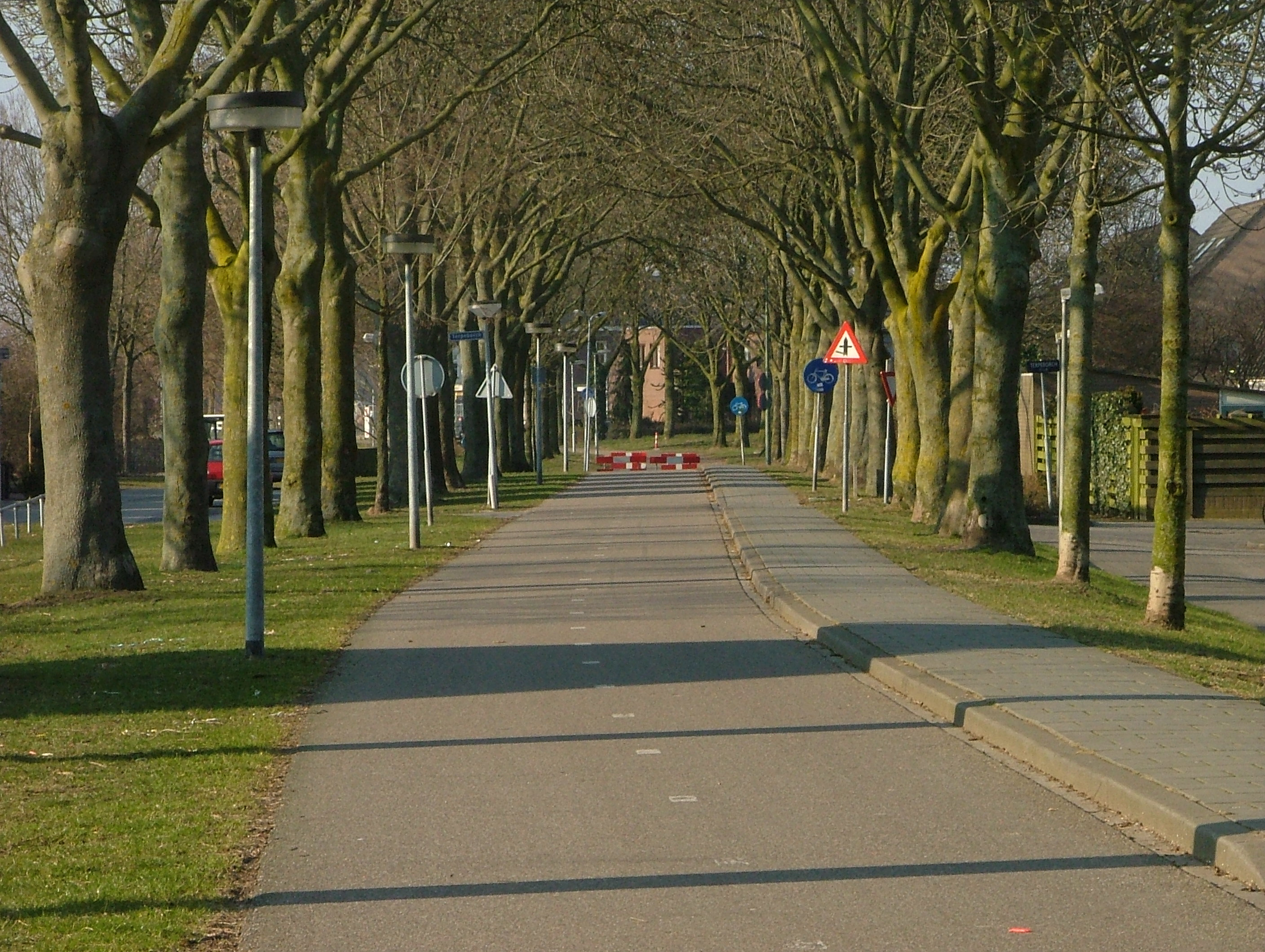
Oude Dijk in de wijk Overlaet

Rosmalen is onderverdeeld in drie stadsdelen. Rosmalen-Zuid, Rosmalen-Noord en de Groote Wielen. De Groote Wielen is een Vinex-locatie. De overige delen worden van elkaar gescheiden door de Brabantse Lijn. Rosmalen-Noord bestaat uit voormalige dorpsbuurten, terwijl Rosmalen-Zuid voortgekomen is uit gehuchten.
1. Rosmalen Zuid (9.334 inwoners op 1 januari 2007)
  1. Maliskamp West
  2. Maliskamp Oost
  3. Het Vinkel
  4. Binckhorst
  5. Sparrenburg
  6. Molenhoek
  7. A2 zone Rosmalen-Zuid
2. Rosmalen Noord (13.460 inwoners)
  1. 't Ven
  2. Rosmalen centrum
  3. Hondsberg
  4. Kruisstraat
  5. Bedrijventerrein Kruisstraat
  6. De Overlaet oost
  7. De Overlaet west
  8. A2-zone Rosmalen Noord
  9. Rosmalense polder
3. De Groote Wielen (1495 inwoners)
  1. Brabantpoort
  2. Landelijk gebied De Groote Wielen
  3. Hoven
  4. Vlietdijk
  5. Broekland
  6. Watertuinen
  7. Lanen
  8. Centrum van de Groote Wielen
  9. De Groote Vliet

In Hintham bevinden zich ook nog twee wijken, te weten Hintham-Zuid en Hintham-Noord. Deze twee wijken vallen onder tot stadsdeel Graafsepoort.